# Protomycopsis leontodontis
Protomycopsis leontodontis är en svampart som tillhör divisionen sporsäcksvampar, och som beskrevs av G.von Büren. Protomycopsis leontodontis ingår i släktet Protomycopsis, och familjen Protomycetaceae. Arten är reproducerande i Sverige.